# پیکوواتس
پیکوواتس (به صربی: Pejkovac) یک منطقهٔ مسکونی در صربستان است که در ژیتوراجا واقع شده‌است. پیکوواتس ۵٬۲۷۶ نفر جمعیت دارد.